# Krognos
Krognos var en skånsk uradelsslægt, der uddøde i mandslinjen 1573. Slægten, der kendes enten som Krognos eller Stigsen, brugte ikke selv slægtsnavnet. Krognos-slægten kan med rimelighed føres tilbage til en Holger, hvis sønner kendes fra begyndelsen af 1300-tallet, og slægten gjorde sig især bemærket i 14- og 1500-tallet.

## Våben
Slægten førte en sort ørnevinge eller fjerham i guldfelt, som først ses i provst Holgers segl 1330, og på hjelmen fem, senere tretten påfjer. Den skånsk-svenske slægt Ged førte samme våben.

## Historie
Tidligst forekommer hr. Niels Holgersen, der 1320 beseglede kong Christoffers håndfæstning. Fra nyere tid kendes navnlig rigsråden hr. Oluf Stigsen til Krapperup og Bollerup (død 1505), hvis søn, hr. Mourids Olufsen (død ca. 1550), der arvede Bregentved, ligger begravet i Sankt Bendts Kirke i Ringsted under den største ligsten, som findes i Danmark. Sidstnævntes søn, forstander for Herlufsholms Skole og medlem af Rigsrådet Oluf Mouritsen til Ballerup, Bregentved og Clausholm (1535-1573), ægtede Frederik II's ungdomselskede Anne Hardenberg. Hun rejste sin husbond, der døde næppe et halvt år efter brylluppet, og som var den sidste af sin slægt, et pragtfuldt gravmæle i Ringsted Kirke.

## Besiddelser
Slægtens væsentligste besiddelser var Krapperup og Bollerup, men også andre herregårde var i slægtens eje på forskellige tidspunkter: Ugerup i 1380'erne, og Karsholm fra et tidspunkt i 1300-tallet til det ved Anne Mouritsdatter Gyldenstiernes ægteskab med Predbjørn Podebusk kom i dennes besiddelse.
Det opgives at slægten var i besiddelse af Krapperup slot på Kullen fra omkring 1000-tallet, og det forblev i slægtens eje til 1500-tallet. Bollerup i det sydøstlige Skåne var i slægtens besiddelse fra 1401 til 1573. Bregentved var i slægtens eje i flere perioder i 1500-tallet.
Krognoshuset i Lund var i familiens eje i løbet af 13– og 1400-tallet.

## Medlemmer
Af slægtens medlemmer kan nævnes:
- Stig Pedersen Krognos til Krapperup
  - Oluf Stigsen Krognos den rige (også den ældre)
    - Stig Olufsen Krognos
      - Oluf Stigsen Krognos til Krapperup og Bollerup (omkr. 1450-omkr. 1505), gift med Gertrud Knudsdatter Hase og Anne Mouritsdatter Gyldenstierne
        - Pernille Krognos (omkr. 1490 – 1533), gift med Anders Bentsen Bille
        - Mourits Olufsen Krognos (død 1550), gift med Elline Gøye
          - Oluf Mouritsen Krognos (1535-1573), slægtens sidste mand, gift med Anne Hardenberg